# Дисевица
Дисевица (болг. Дисевица) — село в Болгарии. Находится в Плевенской области, входит в общину Плевен. Население составляет 1 080 человек.

## Политическая ситуация
В местном кметстве Дисевица, в состав которого входит Дисевица, должность кмета (старосты) исполняет Йонко Димитров Спасов (коалиция в составе 5 партий: Демократы за сильную Болгарию (ДСБ), Национальное движение «Симеон Второй» (НДСВ), Болгарская рабочая социал-демократическая партия (БСДП), Болгарский земледельческий народный союз (БЗНС), Демократическая партия Болгарии (ДП)) по результатам выборов.
Кмет (мэр) общины Плевен — Найден Маринов Зеленогорски (коалиция в составе 3 партий: Демократы за сильную Болгарию (ДСБ), Болгарский земледельческий народный союз (БЗНС), Союз демократических сил (СДС)) по результатам выборов.